# Marteinshnjúkur
Marteinshnjúkur är en bergstopp i republiken Island. Den ligger i regionen Austurland, 400 km öster om huvudstaden Reykjavík. Toppen på Marteinshnjúkur är 621 meter över havet.
Trakten runt Marteinshnjúkur är nära nog obefolkad, med mindre än två invånare per kvadratkilometer. Trakten runt Marteinshnjúkur består i huvudsak av gräsmarker.